# Hanni Hölzner
Hanni Hölzner   (Annaberg-Buchholz, 17 de febrer de 1913 - 1988) va ser una nedadora alemanya, especialista en braça, que va competir durant la dècada de 1930.
El 1936 va prendre part en els Jocs Olímpics de Berlín, on fou quarta en la prova dels 200 metres braça del programa de natació. En el seu palmarès destaca la medalla de plata en els 200 metres braça al Campionat d'Europa de natació de 1934, el campionat nacional dels 100 metres braça de 1933 i tres rècords del món de braça.